# NK Darda
Nogometni klub Darda hrvatski je nogometni klub iz Darde. Trenutačno se natječe u Međužupanijskoj nogometnoj ligi Osijek – Vinkovci.

## Povijest
Prvi nogometni klub u Dardi je osnovan 1920. godine. To je bio Radnički športski klub Darda. Pored njega, 1924. godine osnovan je klub pod imenom ŠK Baranja. Oba kluba su nastupala u Osječkom nogometnom podsavezu do Drugoga svjetskog rata. Nakon rata 1950. klub mijenja ime u Mikica u znak sjećanja na igrača Mihajla Petkovića-Mikicu koji je ubijen u koncentracijskom logoru Dachau. Nakon incidenta u Šećerani 1951. godine isključeni su iz natjecanja, a 1952. godine ekipa se ponovo natječe pod imenom NK Darda.
Od 1956. godine Darda je igrala u podsaveznoj ligi, dok je u periodu od 1974. do 1977. godine nastupala u jedinstvenoj Republičkoj ligi. U periodu od 1992. do 1997. godine klub iz Darde natjecao se u prvenstvu RSK gdje je ostvarivao zapažene rezultate među kojima se izdvaja osvojen Kup Baranje 1997. godine i finale Kupa Srijemsko-baranjske oblasti iste godine (izgubio od NK Sloga Pačetin). 
Od 1998. godine klub se natječe u natjecanjima Hrvatskog nogometnog saveza. 2003. godine postaje član 3. HNL – Istok. Najveći uspjeh postignut je 2004. godine osvajanjem županijskog kupa. U sezoni 2014./15. osvaja 1. mjesto u Međužupanijskoj ligi Osijek – Vinkovci.

## Plasmani kluba kroz povijest
| Sezona        | Liga                                                           | Rang                  | Plasman               |
| ------------- | -------------------------------------------------------------- | --------------------- | --------------------- |
| 1952./53.     | Grupno prvenstvo NP Osijek Grupa I                             |                       | 7. mjesto             |
| 1953./54.     | Grupno prvenstvo NP Osijek Grupa II                            | 5.                    | 1. mjesto             |
| 1954./55.     | Grupno prvenstvo NP Osijek Grupa I                             | 5.                    | 3. mjesto             |
| 1955./56.     | Grupno prvenstvo NP Osijek Grupa I                             | 4.                    | 1. mjesto             |
| 1956./57.     | Podsavezna nogometna liga NP Osijek pokrajinska liga           | 3.                    | 9. mjesto             |
| 1957./58.     | Podsavezna nogometna liga NP Osijek pokrajinska liga           |                       |                       |
| 1958./59.     | Podsavezna nogometna liga NP Osijek pokrajinska liga           | 4.                    | 7. mjesto             |
| 1959./60.     | Podsavezna nogometna liga NP Osijek                            | 4.                    | 10. mjesto            |
| 1960./61.     | 1. razred NP Osijek Grupa A                                    | 5.                    | 1. mjesto             |
| 1961./62.     | Podsavezna nogometna liga NP Osijek                            | 4.                    | 2. mjesto             |
| 1962./63.     | Podsavezna nogometna liga NP Osijek                            | 4.                    | 5. mjesto             |
| 1963./64.     | Podsavezna nogometna liga NP Osijek                            | 4.                    | 8. mjesto             |
| 1964./65.     | Podsavezna nogometna liga NP Osijek                            | 4.                    | 10. mjesto            |
| 1965./66.     | Podsavezna nogometna liga NP Osijek                            | 4.                    | 4. mjesto             |
| 1966./67.     | Podsavezna nogometna liga NP Osijek                            | 4.                    | 5. mjesto             |
| 1967./68.     | Područna nogometna liga NSP Osijek                             | 4.                    | 4. mjesto             |
| 1968./69.     | Područna nogometna liga NSP Osijek                             | 4.                    | 2. mjesto             |
| 1969./70.     | Područna nogometna liga NSP Osijek                             | 4.                    | 3. mjesto             |
| 1970./71.     | Područna nogometna liga NSP Osijek                             | 4.                    | 7. mjesto             |
| 1971./72.     | Područna nogometna liga NSP Osijek                             | 4.                    | 6. mjesto             |
| 1972./73.     | Područna nogometna liga NSP Beli Manastir                      | 4.                    |                       |
| 1973./74.     | Slavonska nogometna zona – Podravska skupina                   | 4.                    | 1. mjesto             |
| 1974./75      | Hrvatska republička liga                                       | 3.                    | 12. mjesto            |
| 1975./76      | Hrvatska republička liga – Sjever                              | 3.                    | 6. mjesto             |
| 1976./77      | Hrvatska republička liga – Sjever                              | 3.                    | 14. mjesto            |
| 1977./78.     | Slavonska nogometna zona – Podravska skupina                   | 4.                    | 10. mjesto            |
| 1978./79.     | Slavonska nogometna zona – Podravska skupina                   | 4.                    | 11. mjesto            |
| 1979./80.     | Slavonska nogometna zona – Podravska skupina                   | 5.                    | 6. mjesto             |
| 1980./81.     | Slavonska nogometna zona – Podravska skupina                   | 5.                    | 3. mjesto             |
| 1981./82.     | Slavonska nogometna zona – Podravska skupina                   | 5.                    | 1. mjesto             |
| 1982./83.     | Regionalna nogometna liga Slavonije i Baranje                  | 4.                    | 13. mjesto            |
| 1983./84.     | Regionalna nogometna liga Slavonije i Baranje – Skupina Sjever | 4.                    |                       |
| 1984./85.     | Regionalna nogometna liga Slavonije i Baranje – Skupina Sjever | 4.                    | 6. mjesto             |
| 1985./86.     | Regionalna nogometna liga Slavonije i Baranje – Skupina Sjever | 4.                    | 2. mjesto             |
| 1986./87.     | Regionalna nogometna liga Slavonije i Baranje – Skupina Sjever | 4.                    |                       |
| 1987./88.     | Regionalna nogometna liga Slavonije i Baranje – Skupina Sjever | 4.                    |                       |
| 1988./89.     | Regionalna nogometna liga Slavonije i Baranje – Skupina Sjever | 4.                    | 1. mjesto             |
| 1989./90.     | Hrvatska nogometna liga – Istok                                | 4.                    | 13. mjesto            |
| 1990./91.     | ???                                                            |                       |                       |
| 1991./92.     | klub se nije natjecao                                          | klub se nije natjecao | klub se nije natjecao |
| 1992./93.     | Prvenstvo RSK – Liga Baranje                                   | 1.                    | 2. mjesto             |
| 1993. – 1998. | Prvenstvo RSK                                                  | Prvenstvo RSK         | Prvenstvo RSK         |
| 1998./99.     | 1. ŽNL Osječko-baranjska                                       | 4.                    |                       |
| 1999./2000.   | 1. ŽNL Osječko-baranjska                                       | 4.                    | 5. mjesto             |
| 2000./01.     | 1. ŽNL Osječko-baranjska                                       | 4.                    | 11. mjesto            |
| 2001./02.     | 1. ŽNL Osječko-baranjska                                       | 4.                    | 5. mjesto             |
| 2002./03.     | 1. ŽNL Osječko-baranjska                                       | 4.                    | 1. mjesto             |
| 2003./04.     | 3. HNL – Istok                                                 | 3.                    | 12. mjesto            |
| 2004./05.     | 3. HNL – Istok                                                 | 3.                    | 14. mjesto            |
| 2005./06.     | 3. HNL – Istok                                                 | 3.                    | 18. mjesto            |
| 2006./07.     | 4. HNL – Istok                                                 | 4.                    | 13. mjesto            |
| 2007./08.     | 4. HNL – Istok                                                 | 4.                    | 13. mjesto            |
| 2008./09.     | 1. ŽNL Osječko-baranjska                                       | 5.                    | 7. mjesto             |
| 2009./10.     | 1. ŽNL Osječko-baranjska                                       | 5.                    | 10. mjesto            |
| 2010./11.     | 1. ŽNL Osječko-baranjska                                       | 5.                    | 7. mjesto             |
| 2011./12.     | 1. ŽNL Osječko-baranjska                                       | 5.                    | 7. mjesto             |
| 2012./13.     | 1. ŽNL Osječko-baranjska                                       | 5.                    | 4. mjesto             |
| 2013./14.     | 1. ŽNL Osječko-baranjska                                       | 5.                    | 3. mjesto             |
| 2014./15.     | Međužupanijska nogometna liga Osijek – Vinkovci                | 5.                    | 1. mjesto             |
| 2015./16.     | Međužupanijska nogometna liga Slavonije i Baranje              | 4.                    | 14. mjesto            |
| 2016./17.     | Međužupanijska nogometna liga Slavonije i Baranje              | 4.                    | 13. mjesto            |
| 2017./18.     | Međužupanijska nogometna liga Slavonije i Baranje              | 4.                    | 9. mjesto             |
| 2018./19.     | Međužupanijska nogometna liga Slavonije i Baranje              | 4.                    | 8. mjesto             |

### Igrači s najviše prvenstvenih nastupa od hrvatske samostalnosti
|    | Ime i prezime       | broj nastupa |
| 1  | Antonio Gužvanj     | 435          |
| 2  | Tomislav Cvetko     | 316          |
| 3  | Božidar Marijanac   | 300          |
| 4  | Vjekoslav Vučenović | 274          |
| 5  | Miroslav Marić      | 252          |
| 6  | Vanja Kovač         | 191          |
| 7  | Milan Bešlić        | 170          |
| 8  | Matej Robičko       | 169          |
| 9  | Nebojša Novaković   | 160          |
| 10 | Damir Lazar         | 142          |
| -- | ------------------- | ------------ |

### Igrači s najviše prvenstvenih golova od hrvatske samostalnosti
|    | Ime i prezime        | broj golova |
| 1  | Miroslav Marić       | 85          |
| 2  | Ivan Dominković      | 76          |
| 3  | Damir Lazar          | 62          |
| 4  | Vanja Kovač          | 55          |
| 5  | Vjekoslav Vučenović  | 52          |
| 6  | Anto Živković        | 48          |
| 7  | Tomislav Cvetko      | 47          |
| 8  | Antonio Gužvanj      | 43          |
| 9  | Aleksandar Stojković | 38          |
| 10 | Marijan Belčić       | 36          |
| -- | -------------------- | ----------- |

## Vanjske poveznice
- Facebook stranica kluba
- Facebook stranica škole nogometa NK Darde
- Profil, HNS Semafor